# Алієвський Мойсей Мордухович
Мойсей Мордухович Алієвський (1888–1955) — начальник Відділу актів цивільного стану (ОДАГС) НКВС СРСР, майор державної безпеки (1935).

## Біографія
Народився в єврейській сім'ї ремісника-пекаря. Член Єврейської соціал-демократичної робітничої партії «Поалей цій» (ЕСДРП) з 1904 до 1908 та з 1917 до 1918. Член Об'єднаної єврейської компартії з 1918 до вересня 1919, потім у РКП(б). Освіту здобув у єврейській школі в 1901 році.
Учень, робітник у пекарні батька в Прилуках з 1901 до 1905, коли був заарештований за організацію страйку в Прилуках у 1905. Конторник у транспортній конторі з таксування залізничних фрахтів у Прилуках з 1908 до 1914 року. Перебував у Києві з 1918 до 1919 року, там же завідувач житлового відділу 6-ї комунальної комісії РІК до захоплення міста білогвардійцями. Завідувач організаційно-інструкторської секції, завідувач секції обліку та розподілу Центрального житлового відділу в Москві з вересня 1919 до лютого 1920 рік. Рядовий Комуністичного батальйону ОСНАЗ в Москві з грудня 1919 до січня 1920 року.
В органах ВЧК-ОГПУ-НКВС діловод управління Особого відділу (ГО) ВЧК з лютого до 1 серпня 1920 року, потім помічник начальника оперативного відділення управління ГО ВЧК-ГПУ-ОГПУ до 1 січня 1924 року, заступник до 1 листопада 1925 року, знову помічник до 4 лютого 1932 року, і знову заступник до 10 липня 1934 року. Тимчасово виконуючий посаду начальника ВАГС НКВС СРСР з 11 липня до 15 серпня 1934 року, коли був затверджений на посаді начальника, і перебував на цій посаді до арешту.
Заарештований 5 листопада 1938. Засуджений ВКВС СРСР за кількома пунктами 58-ї статті КК РРФСР до 15 років ВТТ. До самої смерті відбував покарання у виправно-трудових таборах, не доживши менше півроку до реабілітації у листопаді 1955 року.

### Звання
- майор держбезпеки, 05.12.1935.

### Нагороди
- знак «Почесний працівник ВЧК-ГПУ (V)» № 107;
- знак «Почесний працівник ВЧК-ГПУ (XV)», 20.12.1932.